# Тер-Парсегова-Махвиладзе, Элеонора Михайловна
Элеонора Михайловна Тер-Парсегова-Махвиладзе (18 августа 1875, Тифлис — неизвестно) — учительница, меньшевичка, член Учредительного собрания Демократической Республики Грузия.

## Биография
Лола Тер-Парсегова родилась в Тифлисе в семье Михаила Осиповича Тер-Парсегова, армянина по национальности, и Матильды Васильевны, урождённой Бартольд. Окончила Тифлисскую женскую гимназию. Член Социал-демократической партии с 1902 года. В 1905 году вместе с мужем врачом Владимиром Махвиладзе переехала в Сухум. Преподавала в частной школе. После манифеста 17 октября 1905 года сухумская группа Батумского комитета социал-демократической рабочей партии, членом которой была Элеонора, фактически взяла на себя управление городом Сухуми и заменила почти все структуры царской власти. В ноябре 1905 на демонстрации было выдвинуто требование распустить Сухумское городское собрание и избрать новое, для этого требовалось 2000 рублей на новую перепись населения. В переговорах с городским головой по этому вопросу участвовала со стороны революционеров и Элеонора Махвиладзе.  
28 апреля 1908 года Тифлисский суд приговорил её к 1 году лишения свободы,  но от содержания под стражей она была освобождена из-за беременности. Позднее до 1917 арестована ещё раз, по другим сведениям 2 раза.
В 1918 году избрана в Учредительное собрание Грузинской демократической республики. Поставила подпись под конституцией Грузии 1918 года. Была членом комиссии Учредительного собрания по труду и здравоохранению. В феврале 1919 года была избрана в городской совет Тифлиса. Она была одним из лидеров профсоюза. Была избрана почётным судьей Тифлиса.
С 1921 года, противодействуя советизации, участвовала в подпольном движении. Квартира её семьи на Тифлис-Ундели (нынешняя улица Петриашвили) № 14 была под постоянным наблюдением. Входила в Женский комитет членов социал-демократической партии Грузии, который нелегально помогал политзаключенным и их семьям. С 1922 года Комитет превратился в единую организацию представителей разных антибольшевистских политических партий — «Грузинский политический красный крест».
13 февраля 1922 года арестована. 19 марта 1922 года Президиум Чрезвычайной комиссии Грузии Элеонора Махвиладзе была приговорена к лишению свободы на 3 месяца без учёта предварительного заключения. Освобождена 14 июля 1922 года в связи с ухудшением состояния здоровья.  В 1925 году стала членом ЦК подпольной Социал-демократической рабочей партии Грузии, позднее его председателем[уточнить]. 22 февраля 1926 года арестована ОГПУ  и выслана из Закавказья. В 1930-х годах, после возвращения из ссылки, она занималась частной педагогической деятельностью. Дата смерти неизвестна.

## Отзывы современников
«Она собирала учащихся городских и реальных школ и учила петь «Марсельезу» со слегка измененным в адрес императора Николая Второго текстом. Она взращивала в молодежи бунтарство, идеи неподчинения. Махвиладзе выступала на бульваре перед морем людей, и призывала к мобилизации сил и единству, чтобы «не дать возможность умирающему правительству встать на ноги». Елена Махвиладзе часто возглавляла народные шествия, держа в руках красное знамя».

## Семья
- Муж — Владимир Махвиладзе, врач. В семье были дети, но их имена и судьбы пока неизвестны.
- Брат — Константин Михайлович Тер-Парсегов, химик по профессии, служил в артиллерийской части Красной армии в Грузии, был также арестован в феврале 1922[3].

## Ресурсы в интернете
- ელეონორა /ლოლა/ ტერ-ფარსეგოვა-მახვილაძე
- Мариам Угрехелидзе. Пять женщин, которые создали конституцию Грузии.
- ტერ-ფარსეგოვა-მახვილაძე ელეონორა მიხეილის ასული
- პირველი ქალი პარლამენტარები